# Castigo Celeste XX Angel Rabbie
Castigo celeste XX Angel Rabbie (天罰エンジェルラビィ☆?, Tenbatsu Enjeru Rabyi ☆), spesso abbreviato in XX Angel Rabbie o semplicemente Angel Rabbie, è un OAV di genere mahō shōjo e fantasy, ispirato ai personaggi e alla trama di Magical Twirler Angel Rabbie (まじかるトワラー・エンジェルラビィ☆?, Majikaru Towarā Enjeru Rabyi ☆), uno spin-off di Angelic Serenade (AS〜エンジェリックセレナーデ?, AS 〜 Enjerikku Serenāde), due videogiochi giapponesi di simulazione per PC, realizzati da Kogado Studio ed inediti in Italia. Le due X nel nome dell'anime sono la trasposizione letterale di due croci presenti nella versione grafica del titolo.
L'OAV, realizzato nel 2003 da Kogado Studio, AIC e Media Factory, è stato pubblicato in Giappone in DVD il 23 gennaio 2004. In Italia è stato trasmesso in televisione il 5 settembre 2005 da MTV, durante la prima edizione dell'Anime Week, ed è stato pubblicato in DVD nel 2008 da Fool Frame.

## Trama

### Prologo: la Grande Guerra Magica
In un ipotetico futuro la Terra ha raggiunto il massimo grado di sviluppo e prosperità grazie alla sapiente fusione tra scienza e arti magiche riuscendo a creare una nuova colonia sulla superficie lunare: la Metropoli Magica Sorcerium. Nonostante il notevole benessere raggiunto, le rivalità fra gli uomini per poter godere di tali frutti non si placarono ma diedero luogo a contrasti sempre più laceranti che culminarono in un devastante conflitto di enormi proporzioni, ricordato oggi col nome di Grande Guerra Magica, nel quale la popolazione terrestre fu quasi completamente distrutta. A distanza di mille anni dalla fine degli scontri, i pochi umani sopravvissuti sulla superficie terrestre devono ancora fare i conti con mostri e macchinari impazziti diretta conseguenza di quei remoti avvenimenti: durante la Grande Guerra Magica, infatti, vennero utilizzate armi proibite realizzate con tecniche di modificazione genetica di cui si perse il controllo e che ora costituiscono una grave minaccia per i superstiti non più in grado di fronteggiarle avendo ormai perso memoria di tutte le conoscenze scientifiche e magiche un tempo possedute.

### Il Mondo Celeste
Durante il conflitto la colonia lunare Sorcerium si staccò dalla Terra rimanendo estranea agli scontri. I suoi abitanti riuscirono pertanto a preservare l'alto livello di conoscenze magico-scientifiche raggiunto e, portando avanti un proprio sviluppo individuale, diedero vita ad una nuova comunità, conosciuta col nome di Mondo Celeste, formata da sole femmine, governata dalla regina Micol e amministrata dalle Sette Sorelle. Per riportare la pace sulla Terra ed aiutare gli abitanti a ritrovare la felicità perduta, nel Mondo Celeste venne istituito un corpo speciale di agenti, specificamente addestrate al combattimento, le Surrogater, col compito di vegliare sullo sviluppo e la felicità del genere umano.

### Surrogater
Le aspiranti Surrogater, selezionate tra gli abitanti del Mondo Celeste, devono seguire corsi di preparazione secondo un percorso accademico, durante il quale ciascuna di esse deve imparare a padroneggiare uno specifico potere magico, denominato Mode, a base elementale (Fiamme, Luce, Oscurità, ...) molto potente senza il quale è impossibile riuscire ad affrontare i nemici che minacciano attualmente l'umanità. Al termine del corso le agenti diplomatisi Surrogater, scelto un proprio nome di battaglia, devono affrontare una prima missione di debutto durante la quale sono inviate sulla Terra in incognito senza un preciso compito da svolgere ma col generico obiettivo di realizzare almeno un intervento coerente col fine per cui il corpo delle Surrogater è stato creato: saranno la sensibilità e le capacità acquisite da ciascuna Surrogater a far loro capire quale debba essere questo compito.

### Missione di debutto: Lasty Farson, nome in codice Angel Rabbie
Tra le neo diplomate Surrogater vi è Lasty Farson, nome in codice Angel Rabbie, una giovane agente un po' imbranata e pasticciona, che, terminato il periodo di addestramento, si prepara ad affrontare la missione di debutto, tra i molti dubbi delle colleghe che non la ritengono in grado di svolgere l'impegnativo ruolo di Surrogater. Giunta sulla Terra, dopo un rocambolesco atterraggio, a bordo del suo Feather, uno piccolo veicolo monoposto maneggevole e veloce in grado di volare a bassa quota, Lasty Farson viene a contatto con la popolazione di un villaggio, in passato attaccato da strani mostri e ora soggiogato da una banda di cercatori di tesori che, fingendosi sacerdoti di una fantomatica confessione religiosa, la Chiesa della compilazione della storia ufficiale di Aterui, costringono la popolazione a consegnare loro beni preziosi come offerta alla divinità per placarne la collera e scongiurare l'attacco di nuovi mostri. Lasty Farson fa inoltre la conoscenza con un giovane abitante del paese, dal quale apprende che i sacerdoti della Chiesa di Aterui stanno ingannando la popolazione, approfittando della loro buona fede, e che i mostri che minacciano la popolazione potrebbe essere in realtà dei residuati bellici della Grande Guerra Magica.

### Lo scontro
La neo Surrogater, compreso quale potrebbe essere l'obiettivo della sua missione di debutto, decide di aiutare gli abitanti del luogo e, proprio mentre si sta recando con il giovane all'accampamento dei suoi compagni, si trova ad affrontare, nella sua prima battaglia, una vecchia macchina da guerra che improvvisamente ha ripreso a funzionare. Non appena sconfitto il mostro, dimostrando capacità e abilità inaspettate, Lasty Farson è tuttavia costretta a far fronte ad un nuovo attacco da parte di un altro residuato bellico, questa volta rimesso in funzione dai sacerdoti della Chiesa di Aterui che vogliono impadronirsene per utilizzarlo come arma. Anche questo scontro vede vincitrice la giovane Surrogater che riesce così a liberare il villaggio sia dal pericolo dell'attacco dei mostri sia dal condizionamento dei sacerdoti della Chiesa di Aterui. Lasty Farson può quindi fare ritorno al Mondo Celeste, forte di un'esperienza che ha temprato il suo carattere rendendola più matura e maggiormente sicura di se.

## Personaggi
Lasty Farson (ラスティファースン?, Rasuti Fāsun)
Doppiata da: Mayumi Iizuka (ed. giapponese), Elisabetta Spinelli (ed. italiana)
Età: 16 anni
Nome in codice: Angel Rabbie
Feather: Mottled Sedge
Lasty Farson, la protagonista della storia, è un'abitante del Mondo Celeste, che ha da poco completato il suo corso di addestramento da Surrogater e si prepara ad affrontare la sua missione di debutto sulla Terra. Lasty è una ragazzina dolce e tenera ma allo stesso tempo molto impacciata e sbadata e nonostante il suo notevole impegno non riesce mai a concludere positivamente un compito senza nel contempo commettere sbagli e creare guai. Nei momenti critici, tuttavia, rivelerà capacità inaspettate, che neppure lei credeva di possedere, e riuscirà a concludere brillantemente il suo compito.
Fia Note (フィアノート?, Fia Nōto)
Doppiata da: Yumi Kakazu (ed. giapponese), Debora Magnaghi (ed. italiana)
Età: 17 anni
Nome in codice: Lightning Milly
Feather: Foamehead Waker
Fia Note è una collega di Lasty ma con un anno in più di servizio. È una Surrogater molto abile e precisa, che svolge ottimamente i suoi compiti portando sempre a termine con successo le missioni a lei assegnate. Di carattere forte e molto sicura di se, tende ad essere a volte un po' orgogliosa e supponente soprattutto nei confronti di Lasty che non ritiene essere adatta a svolgere il ruolo di Surrogater.
Lukia Shawl (ルキアショール?, Rukia Shōru)
Doppiata da: Misa Kobayashi (ed. giapponese), Emanuela Pacotto (ed. italiana)
Età: 16 anni
Nome in codice: Dark Ciel
Feather: Black Caddis
Lukia Shawl è una Surrogater più anziana di un anno rispetto a Lasty. È scomparsa misteriosamente durante una missione sulla Terra ed è ufficialmente data per scomparsa anche se nel Mondo Celeste molti ritengono che sia morta. Apparirà misteriosamente e fugacemente alle spalle di Lasty impegnata nella sua missione, pronunciando un criptico messaggio.
Saaria Wynes (サーリアウィネス?, Sāria Uinesu)
Doppiata da: Manami Komori (ed. giapponese), Patrizia Mottola (ed. italiana)
Età: 16 anni
Compagna Surrogater: Lasty Farson
Saaria Wynes è l'operatrice esclusiva di Lasty Farson nonché sua grande e cara amica. È una ragazza molto intelligente e competente ma non sempre ferrata nella pratica, forse a causa della sua scarsa esperienza, tanto che a volte commette degli errori che mettono in difficoltà l'amica Surrogater. Compensa in parte la sua inesperienza facendo ricorso al suo spiccato e innato istinto su cui fa molto affidamento. Nutre un profondo affetto nei confronti di Lasty, tendendo a giustificarla sempre, anche quando combina pasticci, perché nel profondo è convinta che l'amica possieda grandi capacità che saprà tirar fuori nel momento del bisogno.
Arte Sema (アルテセーマ?, Arute Sēma)
Doppiata da: Mie Sonozaki (ed. giapponese), Alessandra Karpoff (ed. italiana)
Età: 19 anni
Compagna Surrogater: Fia Note
Arte Sema è l'operatrice esclusiva di Fia Note. È una ragazza cieca, molto posata e tranquilla e svolge il suo compito in modo impeccabile e professionale, agli antipodi rispetto alla collega Saaria Wynes. La sua freddezza e precisione la portano a volte ad essere un po' fredda, distaccata e cinica.
Seerry Farson (シアリィファースン?, Shiaryi Fāsun)
Doppiata da: Yuka Koyama (ed. giapponese), Donatella Fanfani (ed. italiana)
Età: 29 anni
Ruolo: membro della cerchia delle Sette Sorelle
Seerry Farson è una delle Sette Sorelle, le amministratrici del Mondo Celeste, e si occupa di coordinare l'attività delle Surrogater, di cui in passato ha fatto parte lei stessa. È, inoltre, la madre adottiva di Lasty Farson, che trovò durante una missione sulla Terra e decise di portare con sé per crescerla come una figlia. Esercita il comando con piglio severo e autoritario ma se necessario sa essere anche dolce e comprensiva. Quando riveste il ruolo di comandante il rapporto con Lasty si mantiene sempre su un piano distaccato e professionale, senza concedere alla figlia alcun vantaggio rispetto alle altre sottoposte, anche se nel suo cuore spera che Lasty possa superare la sua goffaggine e diventare una brava Surrogator come lo era stata lei da giovane.

## Produzione

### Stile
I riferimenti stilistici sono quelli tipici presenti in molti anime di genere majokko degli anni novanta e 2000, come ad esempio la serie Sailor Moon, con protagoniste giovanissime ragazzine dotate di poteri magici ed in grado di trasformarsi. Nel prologo iniziale, invece, per dare l'idea di avvenimenti accaduti in un tempo passato rispetto all'epoca in cui si svolge la vicenda, è stato utilizzato oltre ad un effetto seppia e di pellicola rovinata anche uno stile grafico tipico dei cartoni animati giapponesi robotici degli anni settanta.

### Colonna sonora
La colonna sonora è stata realizzata appositamente dalla band giapponese UNDER17, un duo già noto in patria per aver contribuito alle musiche di altri anime quali DearS, Kujibiki Unbalance e MOUSE, e da mobo. La sigla di coda, Tenbatsu! Angel Rabbie ~desu version~, eseguita dagli stessi UNDER17, è un brano rock molto tirato, dal ritmo aggressivo e sincopato.

## Doppiaggio
Il doppiaggio in italiano è stato realizzato dalla Sample sotto la direzione di Gualtiero Cannarsi, che ha realizzato anche i dialoghi, e con l'assistenza di Gianmarco Ceconi.
| Personaggio    | Doppiatore giapponese | Doppiatore italiano |
| -------------- | --------------------- | ------------------- |
| Lasty Farson   | Mayumi Iizuka         | Elisabetta Spinelli |
| Fia Note       | Yumi Kakazu           | Debora Magnaghi     |
| Lukia Shawl    | Misa Kobayashi        | Emanuela Pacotto    |
| Saaria Wynes   | Manami Komori         | Patrizia Mottola    |
| Arte Sema      | Mie Sonozaki          | Alessandra Karpoff  |
| Seery Farson   | Yuka Koyama           | Donatella Fanfani   |
| Ruka           | Takahiro Mizushima    | Leonardo Graziano   |
| Suor Margareta | Sayaka Ōhara          | Cinzia Massironi    |
| Rui            | Ai Nonaka             | Marcella Silvestri  |
| Mei            | Ryou Hirohashi        | Tosawi Piovani      |
| Anziano        | Yutaka Aoyama         | Maurizio Scattorin  |

## Accoglienza
Carlos Ross di THEM Anime Reviews recensendo l'OAV affermò che questo titolo non aveva senso, indipendentemente dalla lingua in cui lo si guardava. Il problema principale era l'intero cast, composto da idioti sarcastici. La protagonista Lasty Farson è una ragazza nata sotto lo stampo di Sailor Moon, sempre in ritardo ai suoi appuntamenti, incline agli incidenti e dipendente dagli altri, e questo poteva portare a credere che fosse "carina e accattivante", ma in realtà risultava "irritante e fastidiosa". Nessun altro membro del cast rimaneva in scena abbastanza a lungo per avere importanza, fatta eccezione per gli "antagonisti" in stile Team Rocket, che sono femmine inspiegabilmente carine. Nel corso della storia, Lasty doveva affrontare prove imbarazzanti prima di agitare la sua bacchetta magica e sconfiggere i cattivi in una serie di scene d'azione così superficiali che potevano essere superate in quanto ad emozione da un episodio medio dei Power Rangers. In generale non superava la mediocrità, i disegni e le animazioni erano superficiali, il character design genericamente "carino", le uniformi scolastiche ridicole, gli scenari brutti e infine vi era il mecha design. La colonna sonora rientrava generalmente nella categoria "atroce", specialmente quando si udiva gli UNDER17 cantare il brano principale. Ross concluse l'articolo sostenendo che sarebbe stato apprezzato esclusivamente dagli otaku del moe, mentre il resto della fetta di pubblico poteva farne tranquillamente a meno.